# 3238 Timresovia
3238 Timresovia este un asteroid din centura principală, descoperit pe 8 noiembrie 1975 de Nikolai Cernîh.